# Храм Исиды (Помпеи)
Храм Исиды в Помпеях (итал. Tempio di Iside, Pompei) — древнеримский храм на территории разрушенного города Помпеи, посвященный древнеегипетской и древнеримской богине Исиде; хорошо сохранившийся храм был одним из первых сооружений, открытых во время раскопок в 1764 году. Оригинальные храмовые изображений и скульптуры можно увидеть в Археологическом музее Неаполя. Сохранившееся здание стоит на месте оригинального сооружения, построенного во времена правления Августа и поврежденного во время более раннего землетрясения, в 62 году.